# Neorenesansa
Neorenesansa je stil u arhitekturi 19. i 20. stoljeća.

## Neorenesansni stil u Europi
Neorenesansa je najrašireniji stil historicističke arhitekture uopće. Počela se pojavljivati tijekom 1830-ih i 1840-ih godina, a od sredine 19. stoljeća potpuno je zadominirala javnom i stambenom arhitekturom Europe i svijeta. Rjeđe se javlja u sakralnoj arhitekturi. Neorenesansa se javlja u niz "nacionalnih", odnosno regionalnih varijanti. Najraširenija je talijanska neorenesansa, no, u Europi se često podiću zgrade u stilu francuske te njemačke neorenesanse arhitekture. 

## Neorenesansni stil u Hrvatskoj
Kao i u Europi, i u Hrvatskoj neorenesansa dominira stambenom i javnom arhitekturom, posebno od 1860-ih godina, pa sve do Prvog svjetskog rata. Ključni arhitekti koji su projektirali u neorenesansnom stilu u Hrvatskoj su Franjo Klein, Janko Nikola Grahor, Janko Jambrišak, Janko Josip Grahor, Martin Pilar, Kuno Waidmann, Hermann Bollé, arhitektonski biro Hönigsberg i Deutsch i brojni drugi. Hermann Bollé projektira ne samo brojne neorenesanse javne građevine već i restauraciju baroknih crkvi u stilu njemačke neorenesanse.